# Beatles for Sale
Beatles for Sale é o quarto álbum de estúdio da banda britânica de rock The Beatles. Foi lançado em 4 de dezembro de 1964 no Reino Unido pelo selo Parlophone da EMI. O álbum marcou um afastamento do tom otimista que caracterizou o trabalho anterior dos Beatles, em parte devido à exaustão da banda após uma série de turnês que os estabeleceram como um fenômeno mundial em 1964. Beatles for Sale não estava amplamente disponível nos Estados Unidos até 1987, quando o catálogo dos Beatles foi padronizado para lançamento em CD. Em vez disso, oito das quatorze faixas do álbum apareceram no lançamento simultâneo da Capitol Records, Beatles '65, lançado apenas na América do Norte. No Brasil, a maior parte das canções do disco foram lançadas em The Beatles 65, um disco típico lançado pela Odeon Records.
As sessões de Beatles for Sale também produziram um single que não faz parte do álbum: "I Feel Fine" / "She's a Woman". Durante as sessões, a banda se aventurou em experimentações de estúdio, como o uso de fade-in e a incorporação de feedbacks de guitarra, e complementou as gravações iniciais das faixas com instrumentos de percussão como tímpanos, tambores africanos e chocalhos. O álbum reflete as influências gêmeas da música country e de Bob Dylan, que os Beatles conheceram em Nova Iorque em agosto de 1964. Em parte como resultado da agenda agitada do grupo, apenas oito das faixas são composições autorais, com covers de canções de artistas como Carl Perkins, Chuck Berry, Buddy Holly e Little Richard sendo usadas para completar o álbum. As canções originais introduziram climas musicais mais sombrios e letras mais introspectivas, com John Lennon adotando uma perspectiva autobiográfica em "I'm a Loser" e "No Reply". Além disso, a maioria das músicas não trazia temas de amor, com três das quatorze faixas mencionando o amor de forma positiva.
Beatles for Sale recebeu críticas favoráveis na imprensa musical do Reino Unido, onde manteve o primeiro lugar por 11 das 46 semanas que passou no top 20. O álbum teve sucesso semelhante na Austrália, onde a cover da banda de "Rock and Roll Music" também liderou a parada de singles. Uma das canções omitidas da versão norte-americana do álbum, "Eight Days a Week", tornou-se o sétimo número um dos Beatles nos Estados Unidos quando lançada como single lá em fevereiro de 1965. Em 2000, foi eleito a 204.ª posição na terceira edição do livro All Time Top 1000 Albums de Colin Larkin.

## Contexto
Quando Beatles for Sale estava sendo gravado, a Beatlemania estava no auge. No início de 1964, os Beatles fizeram barulho com suas aparições na televisão americana, gerando uma demanda sem precedentes por seus discos no país. Durante junho e julho, a banda fez shows na Dinamarca, Holanda e Hong Kong, excursionou pela Austrália e Nova Zelândia, e depois retornou à Grã-Bretanha para uma série de compromissos de rádio e televisão e para promover seu primeiro longa-metragem, A Hard Day's Night. Depois de realizar mais shows na Suécia, eles começaram a gravar o novo álbum em Londres em meados de agosto, apenas para depois partirem para uma turnê de um mês pela América do Norte. Enquanto estavam em Nova Iorque, os Beatles conheceram o cantor folk americano Bob Dylan, que apresentou a cannabis aos membros da banda. Através do exemplo de Dylan, os Beatles, particularmente John Lennon, foram encorajados a escrever letras mais introspectivas do que antes. Por sua vez, Dylan disse reconhecer que os Beatles "estavam apontando a direção que a música deveria seguir", e logo começou a escrever canções que abraçavam a cultura jovem e mais orientadas a um acompanhamento rock.
Beatles for Sale foi o quarto álbum dos Beatles lançado em um espaço de vinte e um meses. Neil Aspinall, o road manager da banda, refletiu mais tarde: "Nenhuma banda hoje sairia de uma longa turnê pelos EUA no final de setembro, entraria em estúdio e começaria um novo álbum, ainda escrevendo canções, e depois faria uma turnê pelo Reino Unido, terminar o álbum em cinco semanas, ainda em turnê, e lançá-lo a tempo para o Natal. Mas foi isso que os Beatles fizeram no final de 1964. Muito disso se deveu à ingenuidade, pensando que era assim que as coisas eram feitas. Se a gravadora precisar de outro álbum, você vai e faz um." Observando o tom moderado e melancólico de grande parte do álbum, o produtor George Martin lembrou: "Eles estavam bastante exaustos durante (as gravações de) Beatles for Sale. É preciso lembrar que eles foram puídos como loucos durante 1964 e grande parte de 1963. O sucesso é uma coisa maravilhosa, mas é muito, muito cansativo.

## Composição e estilos musicais
Embora prolífica, a parceria de composição de Lennon e Paul McCartney não conseguiu acompanhar a demanda por novo material. Para compensar a escassez de produção, os Beatles recorreram à inclusão de várias covers no álbum. Essa foi a abordagem deles em seus dois primeiros álbuns – Please Please Me e With the Beatles – mas foi abandonada em A Hard Day's Night. Paul disse sobre a combinação em Beatles for Sale: "Basicamente era nossa apresentação no palco, com algumas canções novas (originais)."
O álbum apresenta oito composições de Lennon–McCartney. Além disso, a dupla escreveu ambos os lados do single que não faz parte do álbum: "I Feel Fine", acompanhada por "She's a Woman"; que apoiou o lançamento do LP. Nesta fase da parceria, John e Paul raramente escreviam juntos como antes, mas cada um frequentemente contribuía com partes importantes para canções das quais o outro era o autor principal. No entanto, o nível de contribuição de Lennon para Beatles for Sale superou o de McCartney, uma situação que, como em A Hard Day's Night, o autor Ian MacDonald atribui ao compromisso de Paul ter sido temporariamente desviado por seu relacionamento com a atriz inglesa Jane Asher.
Na época, John disse sobre o álbum: "Você poderia chamar o nosso novo (álbum) de: um LP country e western dos Beatles". O ímpeto para esta nova direção veio em parte da exposição da banda às estações de rádio country dos EUA durante a turnê; além disso, era um gênero que Ringo Starr defendia há muito tempo. "I'm a Loser" de Lennon foi a primeira canção dos Beatles a refletir diretamente a influência de Dylan. O autor Jonathan Gould destaca a influência do blues e do rockabilly derivado do country nas composições originais do álbum e na inclusão de canções de Carl Perkins e Buddy Holly. Ele também comenta que o som folk acústico de Dylan era um estilo que os Beatles tendiam a identificar como música country.
| “                           | Ficamos cada vez mais livres para nos envolvermos em nós próprios... | ” |
| — Paul McCartney, Anthology |                                                                      |   |

## Gravação
As sessões de Beatles for Sale começaram no estúdio EMI no dia 11 de agosto, um mês após o lançamento de A Hard Day's Night. A maioria das sessões de gravação ocorreram durante um período de três semanas começando em 29 de setembro, após o retorno da banda da turnê pelos Estados Unidos. Grande parte da produção foi feita nos "dias de folga" das apresentações no Reino Unido, e grande parte das composições foi concluída em estúdio.
George Harrison lembrou que a banda havia se tornado mais sofisticada em relação às técnicas de gravação: "Nossos discos estavam progredindo. Começamos como qualquer pessoa que passa a primeira vez em um estúdio – nervosos, ingênuos e em busca de sucesso. Nessa época já tínhamos muitos sucessos e estávamos ficando mais relaxados conosco mesmos e mais confortáveis no estúdio…" A banda continuou a desenvolver seu som através do uso de gravação de quatro trilhas, que a EMI introduziu em 1963. Eles também tiveram bastante liberdade de experimentar, cedida pela gravadora e por George Martin, que foi gradualmente abandonando sua posição de autoridade sobre os Beatles, como o seu chefe na gravadora, ao longo de 1964, e estava cada vez mais aberto às suas ideias musicais fora do padrão. As sessões resultaram no primeiro uso de um fade-in em uma música pop, no início de "Eight Days a Week", e na primeira vez que o feedback da guitarra foi incorporado em uma gravação pop, em "I Feel Fine".
A banda introduziu nova instrumentação ao seu som básico, como forma de ilustrar o estilo mais matizado adotado por Lennon em sua escrita de letras. Isto ficou especialmente evidente na gama de instrumentos de percussão, que, tocados principalmente por Ringo, incluíram o primeiro uso de tímpano pela banda, tambores africanos e chocalhos. De acordo com Ian MacDonald, os Beatles adotaram uma abordagem "menos é mais" em seus arranjos; ele cita "No Reply" como um exemplo do grupo começando a "dominar o estúdio", onde a duplicação (ou dobramento) das partes iniciais e o uso de reverberação emprestaram à performance "profundidade e espaço". Como fazia desde os Beatles, George continuou a variar seus sons de guitarra, preferindo pela primeira vez uma guitarra Gretsch Tennessean, além de usar sua Rickenbacker 360/12(em inglês) de doze cordas. O autor André Millard descreve este período como aquele em que o estúdio de gravação mudou sua identidade na perspectiva dos Beatles, de um local de trabalho formal para uma "oficina" e "laboratório".
A gravação foi concluída em 26 de outubro, no meio da turnê de quatro semanas da banda no Reino Unido. Em 18 de outubro, os Beatles voltaram correndo da cidade de Hull para Londres, para gravar o lado A de seu próximo single, "I Feel Fine", e três das covers do álbum (em um total de cinco tomadas). Numa entrevista publicada um dia antes desta sessão, John admitiu que a necessidade de novas canções originais estava "se tornando um grande problema". A banda participou de diversas sessões de mixagem e edição antes de concluir o projeto em 4 de novembro.

## Canções

### Composições autorais

#### "No Reply"
"No Reply" é sobre um jovem que não consegue entrar em contato com sua namorada aparentemente infiel, embora saiba que ela está em casa. O editor musical dos Beatles, Dick James, ficou satisfeito com a música, dizendo que Lennon forneceu "uma história completa". O revisor David Rowley disse que sua letra "parecia uma história ilustrada de uma história em quadrinhos de uma garota" e evocava uma imagem "de andar por uma rua e ver a silhueta de uma garota em uma janela, sem atender o telefone". Sequenciada como a primeira faixa de Beatles for Sale, a música serviu como uma abertura incomum do álbum, dado seu clima dramático e ressentido.
O autor Ian MacDonald atribui eficácia ao acompanhamento do violão e ao tratamento dado à parte do piano de George Martin, que é apresentada como "uma presença sombriamente reverberada" em vez de um instrumento distinto. Os vocais da música são "massivamente aureolados em eco", contribuindo para uma seção intermediária que fornece "entre os trinta segundos mais emocionantes" de todas as gravações dos Beatles.

#### "I'm a Loser"
O crítico musical Richie Unterberger destaca "I'm a Loser" como "uma das primeiras composições dos Beatles com letras abordando pontos mais sérios do que o amor jovem". Rowley considerou que era uma "cópia óbvia de Bob Dylan", já que quando John se refere ao ouvinte como um "amigo", Dylan faz o mesmo em "Blowin' in the Wind". Ele também disse que sua intenção era "subverter abertamente os simples temas de amor verdadeiro de seus trabalhos anteriores". Na opinião do autor Tim Riley, "I'm a Loser" inaugura um tema na escrita de Lennon, em que suas canções servem como "respostas pessoais à fama".

#### "Baby's in Black"
Como terceira faixa do álbum, "Baby's in Black" transmite a mesma perspectiva triste e ressentida das duas canções anteriores. Unterberger a vê como "um lamento de amor por uma garota enlutada que talvez fosse mais taciturno do que qualquer música anterior dos Beatles". Foi a primeira música gravada para o álbum e traz uma harmonia em duas partes cantada por John e Paul.
Paul McCartney relembrou: "'Baby's in Black' fizemos porque gostávamos do tempo da valsa, e acho que também John e eu queríamos fazer algo bluesístico, um pouco mais sombrio, mais adulto, ao invés de apenas (um) pop puro." O historiador dos Beatles, Mark Lewisohn, cita a dedicação da banda em alcançar um som vibrante e discordante para a parte da guitarra solo de George, e a objeção de Martin à música que abre com esse som, como um exemplo dos Beatles se libertando do controle de seu produtor pela primeira vez. Para alcançar o efeito de inchaço desejado, Lennon se ajoelhou no chão do estúdio e alterou o controle de volume da guitarra Gretsch de Harrison enquanto ele tocava.

#### "I'll Follow the Sun"
"I'll Follow the Sun" foi uma recomposição de uma canção antiga. Paul relembrou em uma entrevista de 1988: "Eu escrevi isso na minha sala em Forthlin Road, eu tinha cerca de 16 anos. Tínhamos essa imagem R&B em Liverpool, uma imagem rock and roll, R&B, rígida com o couro. Então eu acho que canções como 'I'll Follow the Sun', baladas como essa, foram adiadas para mais tarde." O autor Mark Hertsgaard cita sua inclusão como um reflexo da escassez de material original disponível para a banda, já que Paul reconheceu que a música "não teria sido considerada boa o suficiente" para seus lançamentos anteriores. Mesmo assim, George Martin mais tarde a nomeou como sua música favorita no Beatles for Sale.

#### "Eight Days a Week"
"Eight Days a Week" marcou a primeira vez que os Beatles trouxeram uma canção parcialmente formada para o estúdio e completaram o processo de composição enquanto a gravavam. Duas sessões de gravação, totalizando quase sete horas, no dia 6 de outubro, foram dedicadas à faixa, durante as quais Lennon e McCartney experimentaram várias técnicas antes de definirem a estrutura e o arranjo finais. Cada uma das seis primeiras tomadas apresentou uma abordagem surpreendentemente diferente para as seções inicial e final da música; a eventual introdução baseada na guitarra foi gravada durante uma sessão diferente e editada posteriormente. O fade-in de abertura da música serviu de contraponto às músicas pop que terminam com um fade-out. Hertsgaard escreve que a surpresa proporcionada pelo fade-in foi aumentada para os ouvintes do LP devido à faixa ser apresentada no início do lado dois. John mais tarde desprezou "Eight Days a Week", referindo-se a ela em uma entrevista de 1980 como "péssima".

#### "Every Little Thing"
O tema sombrio do álbum foi equilibrado por "Every Little Thing", que Unterberger descreve como uma "celebração da garota maravilhosa que o cara tem". Paul McCartney disse sobre a canção: "'Every Little Thing', como a maioria das coisas que fiz, foi minha tentativa de lançar o próximo single; mas se tornou uma filler do álbum em vez de um grande e todo-poderoso single. Não teve exatamente o que era necessário." O musicólogo Walter Everett diz que a incorporação de quintas harmonias paralelas no refrão, apoiadas pelos tímpanos de Ringo, foi a inspiração para uma versão proto-heavy metal da canção gravada pela banda inglesa de rock progressivo Yes em 1969.

#### "I Don't Want to Spoil the Party"
"I Don't Want to Spoil the Party" de Lennon retorna ao clima sombrio estabelecido pelas três faixas iniciais. Ian MacDonald considera a performance o "exercício mais evidente de country-and-western" do álbum, auxiliado pelo som firme da caixa, o solo de guitarra estilo rockabilly de Harrison e a parte desanimada da harmonia da terça menor. MacDonald compara o efeito a "I'm a Loser", em que o tom confessional de John é novamente expresso em "uma concha protetora de pastiche".

#### "What You're Doing"
A letra de "What You're Doing" trata do relacionamento de Paul com Jane Asher e demonstra um tom ofendido que não era característico de sua escrita. O autor Simon Philo identifica a combinação de arranjo musical, "textura sonora" e letra da música como um dos primeiros exemplos da influência da cannabis em McCartney, que disse que a droga o fez começar "realmente a pensar pela primeira vez". A gravação apresenta um padrão de bateria sincopado e um riff de guitarra estridente de Rickenbacker, bem como uma coda instrumental que Paul introduz tocando no alto do braço de seu baixo Höfner. Um arranjo satisfatório provou ser ilusório até que a banda refez a faixa no último dia das sessões do Beatles for Sale. Ao destacar as técnicas de estúdio utilizadas para alcançar a gravação completa, MacDonald considera "What You're Doing" uma possível rival de "I Feel Fine" como o "primeiro experimento sonoro" dos Beatles.

### Versões cover
Várias das versões cover do álbum foram a base dos shows ao vivo dos Beatles em Hamburgo e no Cavern Club em Liverpool durante o início da década de 1960. Essas canções incluíam "Rock and Roll Music" de Chuck Berry, cantada por John, "Words of Love" de Buddy Holly, cantada por John e Paul com George, e duas de Carl Perkins: "Everybody's Trying to Be My Baby", cantada por George e "Honey Don't", cantada por Ringo. "Mr. Moonlight", que foi originalmente gravada por Dr. Feelgood and the Interns, foi a "amada obscuridade" de Lennon, de acordo com o crítico Stephen Thomas Erlewine, e objeto de um remake no final das sessões de Beatles for Sale. Uma cover de "Leave My Kitten Alone" de Little Willie John foi gravado em 14 de agosto, durante a mesma sessão da versão descartada de "Mr. Moonlight", porém foi omitida do álbum.
Um medley de "Kansas City" e "Hey, Hey, Hey, Hey" foi sequenciado como a música final do lado um do LP. Na descrição de Paul, seu desempenho na faixa exigiu "muita coragem para simplesmente pular e gritar como um idiota"; seus esforços foram incentivados por John, que "diria, 'Vamos! Você pode cantar melhor do que isso, cara! Vamos, vamos! Solte pra fora!'" O medley foi inspirado por Little Richard, que combinou de forma semelhante "Kansas City" de Leiber e Stoller com sua própria composição, "Hey, Hey, Hey, Hey!". O autor Tim Riley considera que, embora a presença de McCartney em Beatles for Sale pareça relativamente pequena ao lado da de Lennon, sua performance em "Kansas City" ajuda a restabelecer o equilíbrio. Hertsgaard diz que a ironia evidente na entrega de "Everybody's Trying to Be My Baby" por Harrison "permite que os Beatles fechem o álbum com um comentário não tão velado sobre as estranhezas de viver dentro da Beatlemania".

## Arte da capa
O clima pessimista de Beatles for Sale se refletiu na capa do álbum, que mostra os Beatles sisudos e cansados em uma cena de outono no Hyde Park, em Londres. A fotografia da capa foi tirada por Robert Freeman, que recordou que o conceito foi brevemente discutido previamente com Brian Epstein e os Beatles, nomeadamente que ele produzisse uma imagem colorida do grupo filmado em "um local externo próximo ao pôr do sol". A jornalista musical Lois Wilson descreve o resultado como "a própria antítese da estrela pop do início dos anos sessenta". A capa não trazia o logotipo da banda ou crédito do artista, e o título do álbum foi reproduzido em letras minúsculas em comparação com a arte padrão do LP da época.
Beatles for Sale foi apresentado em uma capa gatefold – um recurso de design raro para um LP pop contemporâneo e o primeiro lançamento dos Beatles no Reino Unido a ser produzido desta forma. Parte da página interna mostrava os membros da banda na frente de uma montagem fotográfica de celebridades, incluindo as estrelas de cinema Victor Mature, Jayne Mansfield e Ian Carmichael, todos os quais os Beatles conheceram em 1964. Esta imagem interna antecipou o design revolucionário da capa feito por Peter Blake para o álbum Sgt. Pepper's Lonely Hearts Club Band, de 1967.
De acordo com o jornalista musical Neil Spencer, o título do álbum foi um comentário adequado sobre o valor comercial sem precedentes da banda como artista, dada a riqueza de produtos relacionados aos Beatles introduzidos no ano anterior. As notas do encarte de Beatles for Sale foram escritas pelo assessor de imprensa da banda, Derek Taylor. Em seu texto, Taylor focou no que o fenômeno dos Beatles significaria para as pessoas do futuro:
| “ | Há uma história inestimável entre essas capas. Quando, daqui a uma geração ou mais, uma criança radioativa, fumante de charuto, fazendo piquenique em Saturno, perguntar a você sobre o que foi o caso dos Beatles, não tente explicar tudo sobre o cabelo comprido e os gritos! Basta tocar algumas faixas deste álbum e ela provavelmente entenderá. As crianças do ano 2000 extrairão da música praticamente a mesma sensação de bem-estar e calor que temos hoje. | ” |

## Lançamento

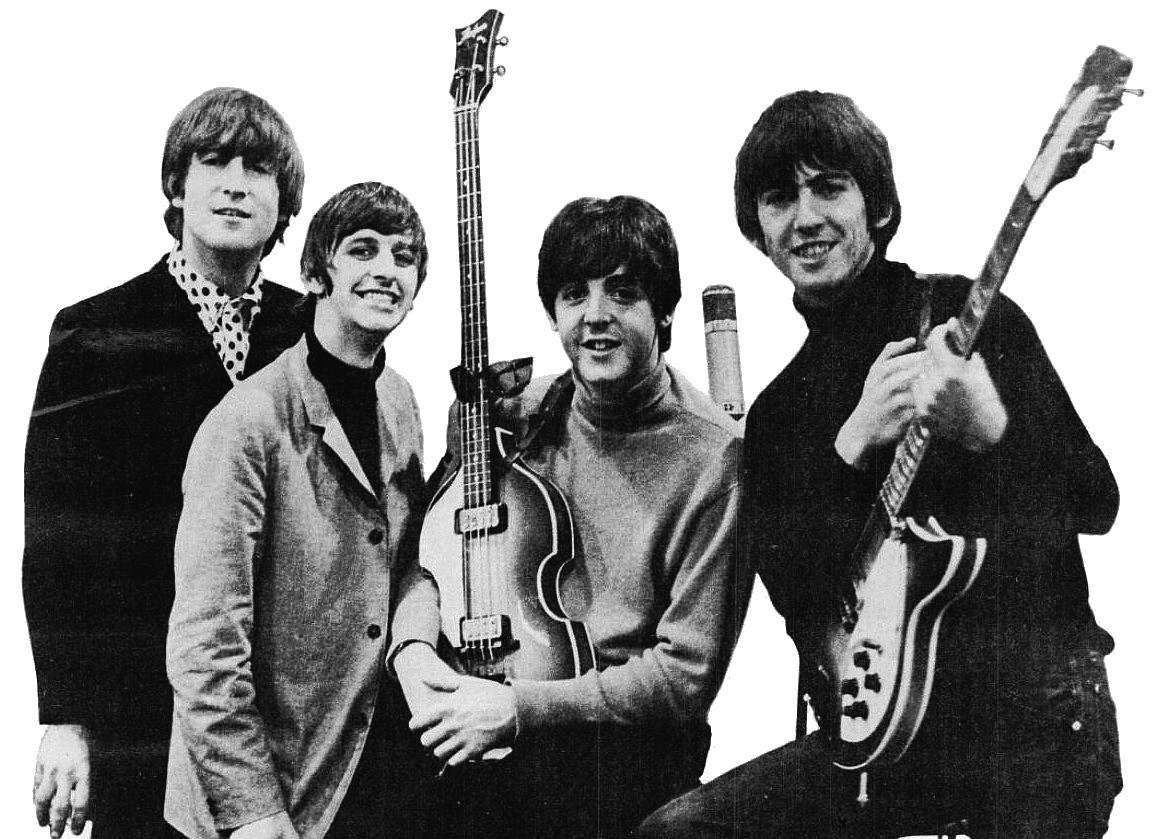
Os Beatles retratados após o 7.º Grammy Awards em abril de 1965, onde suas vitórias incluíram o prêmio de Melhor Artista Revelação.

Beatles for Sale foi lançado no Reino Unido pelo selo Parlophone da gravadora EMI em 4 de dezembro de 1964. O álbum começou sua temporada de 46 semanas nas paradas do Reino Unido em 12 de dezembro, e uma semana depois deslocou A Hard Day's Night da primeira posição. Depois de sete semanas no primeiro lugar, Beatles for Sale foi substituído pelo segundo álbum homônimo dos Rolling Stones, mas voltou ao topo em 27 de fevereiro de 1965 por uma semana. Do início de 1965 até meados de maio, Beatles for Sale permaneceu nas três primeiras posições das paradas. Oito faixas do álbum foram posteriormente lançadas em dois EPs de quatro canções: Beatles for Sale e Beatles for Sale No. 2, lançados em abril e junho de 1965, respectivamente. No Reino Unido, Beatles for Sale foi o álbum mais vendido de 1964 e o segundo mais vendido de 1965.
O lançamento simultâneo dos Beatles nos Estados Unidos, Beatles '65, incluía oito músicas do Beatles for Sale, omitindo as faixas "Kansas City / Hey, Hey, Hey, Hey!", "Eight Days a Week" (um single de sucesso número um nos EUA no início de 1965), "What You're Doing", "Words of Love", "Every Little Thing" e "I Don't Want to Spoil the Party". Em vez disso, incluía "I'll Be Back", que foi uma das canções cortadas da versão norte-americana de A Hard Day's Night, e "I Feel Fine" e "She's a Woman". As seis faixas omitidas foram lançadas em LP na América do Norte pelo Beatles VI em 1965. Beatles '65 foi lançado onze dias depois de Beatles for Sale e se tornou o álbum mais vendido do ano nos Estados Unidos.

### Lançamento no Brasil
No Brasil, Beatles for Sale, lançado como The Beatles 65, e o compacto de "I Feel Fine" / "She's a Woman" foram editados em abril de 1965, como era de praxe o atraso nos lançamentos distribuídos pela gravadora Odeon. Sua versão nacional, lançada em formato monofônico, omitia duas faixasː "Baby's in Black" e "Every Little Thing". As duas canções não apareceriam em nenhum outro lançamento brasileiro da banda até 1975, quando a discografia dos Beatles no Brasil foi inteiramente reorganizada e relançada pelo padrão britânico.

### Lançamento emCompact Disc
Em 26 de fevereiro de 1987, Beatles for Sale foi lançado oficialmente no formato Compact Disc, assim como os três primeiros álbuns da banda. No mês seguinte, Beatles for Sale voltou a entrar nas paradas de álbuns do Reino Unido, chegando à posição 45. Tendo estado disponível anteriormente apenas por importação nos EUA, o álbum também foi lançado em LP e cassete lá em 21 de julho de 1987.
Embora Beatles for Sale tenha sido gravado em fita de quatro trilhas, a primeira versão em CD estava disponível apenas em formato monofônico. O álbum foi remasterizado digitalmente e lançado em CD em estéreo pela primeira vez em 9 de setembro de 2009.

## Recepção crítica e legado
| Críticas profissionais        | Críticas profissionais |
| Avaliações da crítica         | Avaliações da crítica  |
| Fonte                         | Avaliação              |
| ----------------------------- | ---------------------- |
| AllMusic                      | [ 109 ]                |
| The A.V. Club                 | B                      |
| Blender                       | [ 111 ]                |
| Consequence of Sound          | A−                     |
| The Daily Telegraph           | [ 113 ]                |
| Encyclopedia of Popular Music | [ 114 ]                |
| Music Story                   | [ 115 ]                |
| Paste                         | 79/100                 |
| Pitchfork                     | 9.3/10                 |
| The Rolling Stone Album Guide | [ 118 ]                |

O álbum recebeu críticas favoráveis na imprensa musical do Reino Unido. Escrevendo na NME, o crítico Derek Johnson disse que "valeu cada centavo pedido", acrescentando: "É uma coisa contagiante e estrondosa, com ênfase na batida do começo ao fim." Chris Welch, da Melody Maker, achou a música "honesta" e inventiva, e previu: "Beatles For Sale vai vender, vender, vender. É facilmente compatível com os padrões e vai nocautear fãs de pop, fãs de rock, R&B e fãs dos Beatles (…)"
Em uma avaliação mais recente, a revista Q descobriu que o título do álbum continha uma "toca de cinismo" ao descrever os Beatles como um "produto" a ser vendido. O editor do AllMusic, Stephen Thomas Erlewine, disse que "o cansaço de Beatles for Sale é um choque" depois do "alegre A Hard Day's Night". Ele também o citou como "o álbum mais irregular do grupo", mas acrescentou que seus melhores momentos os mostram "passando do merseybeat para o pop/rock sofisticado que desenvolveram no meio da carreira".
Tom Ewing, do Pitchfork, disse: "A raiva de Lennon e a redescoberta do rock 'n' roll pela banda significam que a reputação de For Sale como o pior álbum do grupo é merecida". Neil McCormick do Daily Telegraph comentou que "se este é um ponto baixo, eles ainda soam fantásticos", acrescentando que "as canções pop da Beatlemania são de alto padrão, mesmo que estejam se tornando um pouco genéricas". Escrevendo no Rolling Stone Album Guide, Rob Sheffield disse que o álbum contém algumas covers ruins, mas "I'm a Loser" e "What You're Doing" indicam que a banda continuava a progredir. Ele acrescentou: "As harmonias de 'Baby's in Black', o clímax arrepiante de 'I still love her' de 'I Don't Want to Spoil the Party', as palmas ansiosas em 'Eight Days a Week' – tudo o que faz com que 'Mr. Moonlight' seja fácil de perdoar." Em sua crítica para a BBC Music, David Quantick destaca a "versão brilhante e de cortar a garganta" de John de "Rock and Roll Music" e descreve o álbum como "alegre, inventivo e emocionante", apesar do cansaço dos Beatles, e um trabalho "transitório" que mostrou o grupo desenvolvendo seu ofício de ateliê.
"I'm a Loser" serviu como precursora da explosão do folk rock de 1965, que foi liderada pelos Byrds e definida por uma combinação de letras Dylanescas e harmonias ao estilo dos Beatles. De acordo com The Encyclopedia of Country Music, "I Don't Want to Spoil the Party" pode ser visto "em retrospectiva" como um dos primeiros exemplos de country rock, antecipando o trabalho dos Byrds nesse estilo, particularmente em seu álbum de 1968, Sweetheart of the Rodeo. Em uma entrevista de fevereiro de 1970, após uma sessão de gravação com Ringo e George Harrison, Stephen Stills, então parte do supergrupo Crosby, Stills, Nash & Young, disse que começou a ouvir os Beatles na época de Beatles for Sale, acrescentando: "isso ainda é onde estou, aliás, e todo mundo também – e talvez naquela época eles estivessem no seu auge e mais isolados e, portanto, no seu mais próximo."
Beatles for Sale foi classificado como o 71.º melhor álbum na edição de 1987 do livro Critic's Choice de Paul Gambaccini, com base nas inscrições de um painel internacional de 81 críticos e emissoras. Em 2000, foi eleito o número 204 na terceira edição do livro All Time Top 1000 Albums de Colin Larkin.
A faixa "Eight Days a Week" e o lado A do single da época, "I Feel Fine", foram, respectivamente, a 22.ª e a 16.ª canções mais tocadas no ano de 1965 no Brasil.

## Lista de faixas
Todas as faixas escritas e compostas por Lennon–McCartney, exceto as indicadas. 
| Lado um        |                                                             |                    |         |  |
| N.º            | Título                                                      | Solista(s)         | Duração |  |
| 1.             | "No Reply"                                                  | Lennon             | 2:15    |  |
| 2.             | "I'm a Loser"                                               | Lennon             | 2:30    |  |
| 3.             | "Baby's in Black"                                           | Lennon e McCartney | 2:04    |  |
| 4.             | "Rock and Roll Music" (Berry)                               | Lennon             | 2:31    |  |
| 5.             | "I'll Follow the Sun"                                       | McCartney          | 1:49    |  |
| 6.             | "Mr. Moonlight" (Johnson)                                   | Lennon             | 2:38    |  |
| 7.             | "Kansas City / Hey-Hey-Hey-Hey!" (Leiber, Stoller/Penniman) | McCartney          | 2:38    |  |
| Duração total: | Duração total:                                              | Duração total:     | 16:25   |  |

| Lado dois      |                                              |                                 |         |  |
| N.º            | Título                                       | Solista(s)                      | Duração |  |
| 1.             | "Eight Days a Week"                          | Lennon e McCartney              | 2:43    |  |
| 2.             | "Words of Love" (Holly)                      | Lennon e McCartney com Harrison | 2:04    |  |
| 3.             | "Honey Don't" (Perkins)                      | Starr                           | 2:57    |  |
| 4.             | "Every Little Thing"                         | Lennon e McCartney              | 2:04    |  |
| 5.             | "I Don't Want to Spoil the Party"            | Lennon e McCartney              | 2:33    |  |
| 6.             | "What You're Doing"                          | McCartney                       | 2:30    |  |
| 7.             | "Everybody's Trying to Be My Baby" (Perkins) | Harrison                        | 2:26    |  |
| Duração total: | Duração total:                               | Duração total:                  | 17:17   |  |

## Ficha técnica
De acordo com Ian MacDonald:
The Beatles
- John Lennon – vocais principais, vocais de apoio e harmonias vocais; guitarras acústica e rítmica; harmônica; pandeireta, palmas
- Paul McCartney – vocais principais, vocais de apoio e harmonias vocais; baixo elétrico e guitarra acústica; piano, órgão Hammond; palmas
- George Harrison – vocais de apoio e harmonias vocais; guitarras solo (de seis e doze cordas) e acústica; tambores africanos, palmas; vocais principais em "Everybody's Trying to Be My Baby"
- Ringo Starr – bateria, pandeireta, maracas, tímpano, campana, packing case, bongôs; vocais principais em "Honey Don't"

Músicos adicionais
- George Martin – piano, produtor

## Desempenho nas paradas musicais
| Parada (1964–65)                      | Melhor posição |
| ------------------------------------- | -------------- |
| Austrália (Kent Music Report)         | 1              |
| Alemanha (Offizielle Deutsche Charts) | 1              |
| Reino Unido (UK Albums Chart)         | 1              |
| Parada (1987)                         | Melhor posição |
| Países Baixos (Dutch Charts)          | 17             |
| Reino Unido (UK Albums Chart)         | 45             |
| Parada (2009)                         | Melhor posição |
| Áustria (Ö3 Austria Top 40)           | 68             |
| Bélgica (Ultratop Flandres)           | 79             |
| Bélgica (Ultratop Valônia)            | 96             |
| Finlândia (Suomen virallinen lista)   | 35             |
| Itália (FIMI)                         | 84             |
| Nova Zelândia (RMNZ)                  | 40             |
| Espanha (PROMUSICAE)                  | 74             |
| Suécia (Sverigetopplistan)            | 31             |
| Reino Unido (UK Albums Chart)         | 56             |